# О’Нил, Генри Нельсон
 Генри Нельсон О’Нил (англ. Henry Nelson O'Neil ; 1817, Санкт-Петербург, Российская империя — 1880, Лондон) — британский художник и писатель
. Член Королевская академия художеств.

## Биография
В 1823 году приехал с родителями в Англию. В 1836 году поступил в Академию художеств Шотландии и уже через два года представил на выставке свою первую работу.
Тесно дружил с художником Альфредом Элмором, с которым несколько лет спустя отправился в Италию. Оба стали членами объединения художников «Клика», неоднократно критиковал принципы прерафаэлитов. 
В июле 1865 года О'Нил сопровождал корабль «Грейт Истерн» в его путешествии по прокладке трансатлантического телеграфного кабеля, надеясь найти на борту сюжеты для создания картин. Неисправности при прокладке кабеля лишили его возможности рисовать. По возвращении в Англию опубликовал отчёт об экспедиции в «Эдинбургском журнале Блэквуда». 
В 1866 году снова сопровождал экспедицию по прокладке кабеля и издал  ещё  пять публикаций. Позже написал юмористическое описание путешествия для журнала London Society.
О'Нил умер в Кенсингтоне, Лондон, 13 марта 1880 года и был похоронен на кладбище Кенсал-Грин в Лондоне.

## Галерея

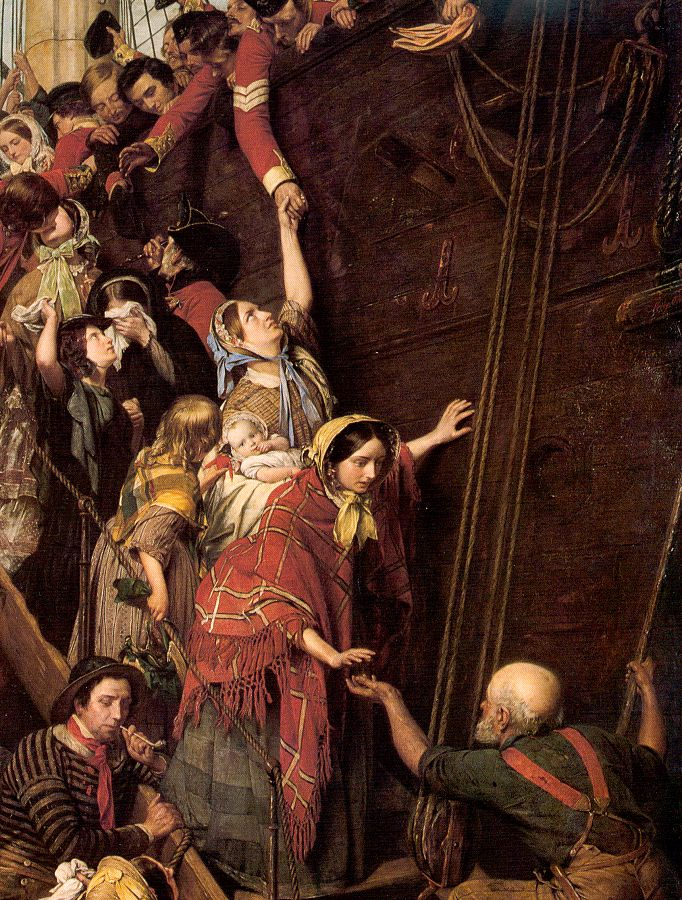
Отплытие на восток (1858)
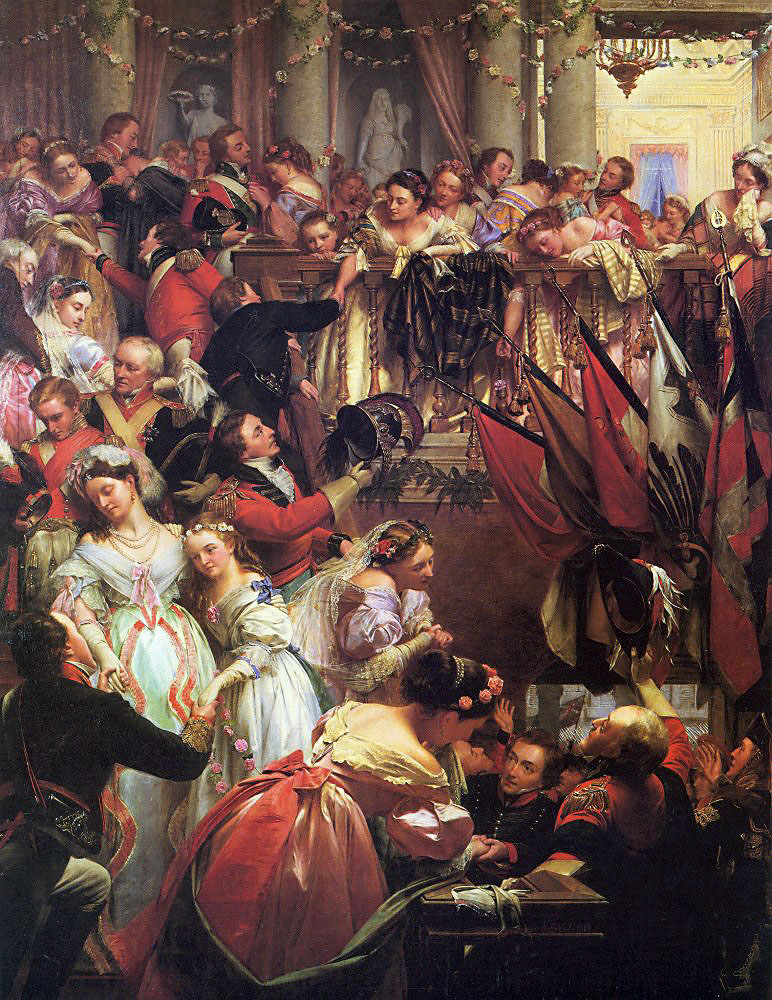
Перед Ватерлоо (1868)
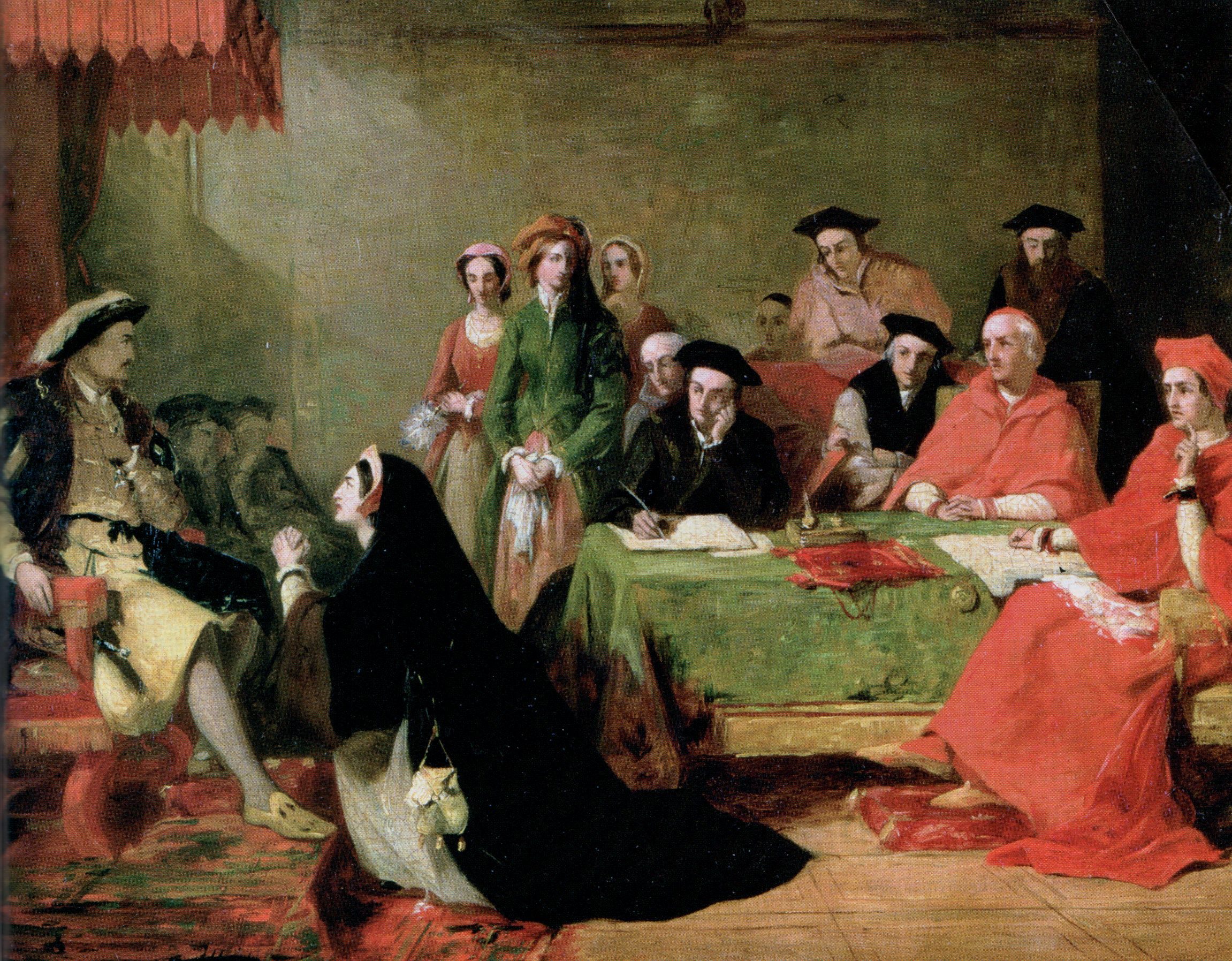
Суд над Екатериной Арагонской Генриха VIII
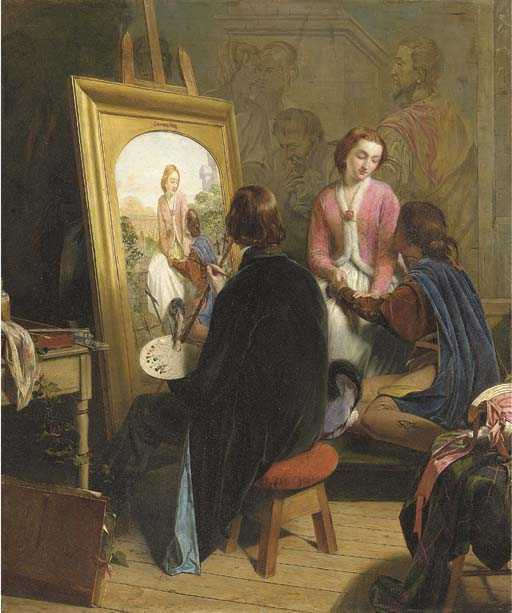
Прерафаэлит (1857)
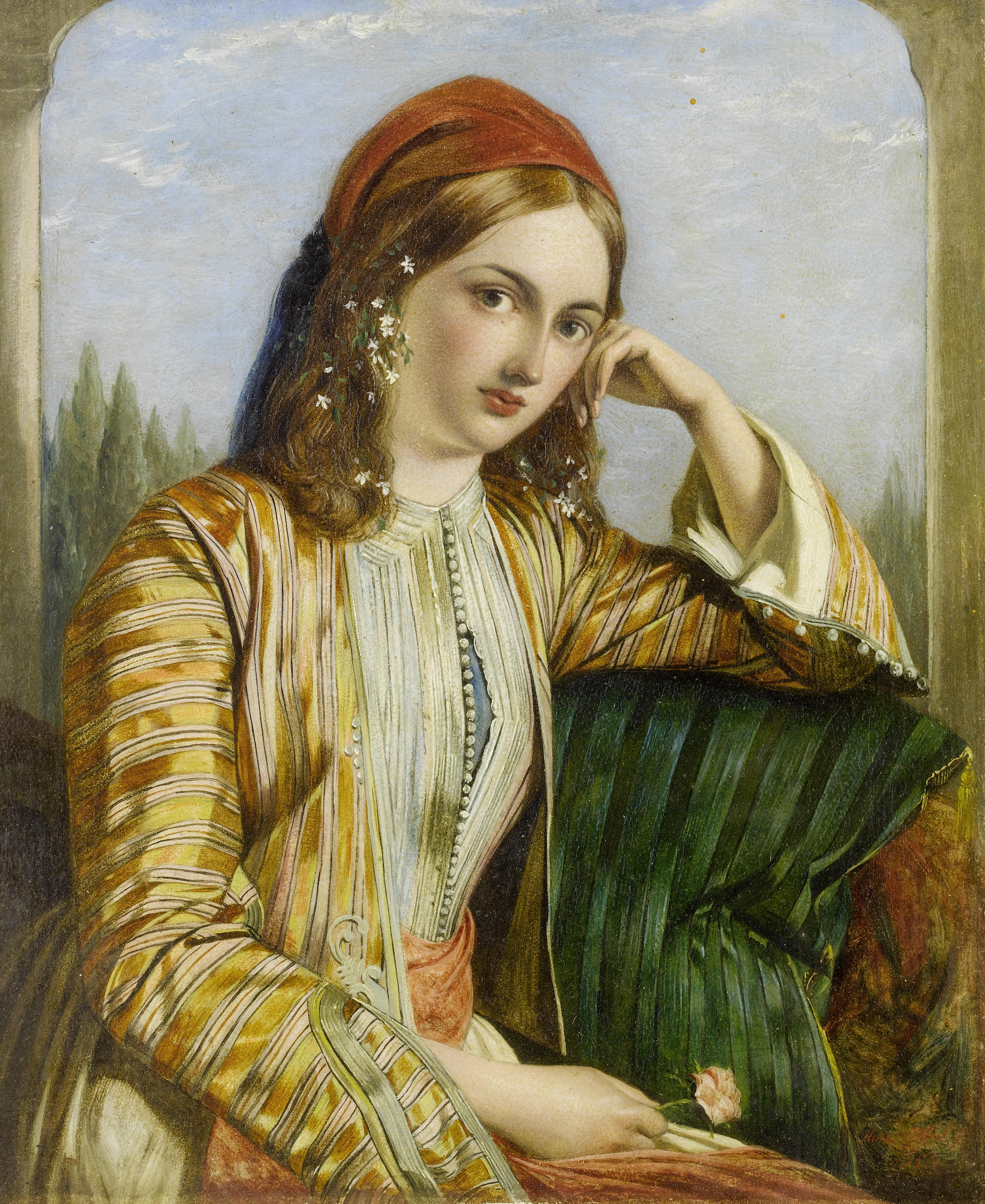
Султана
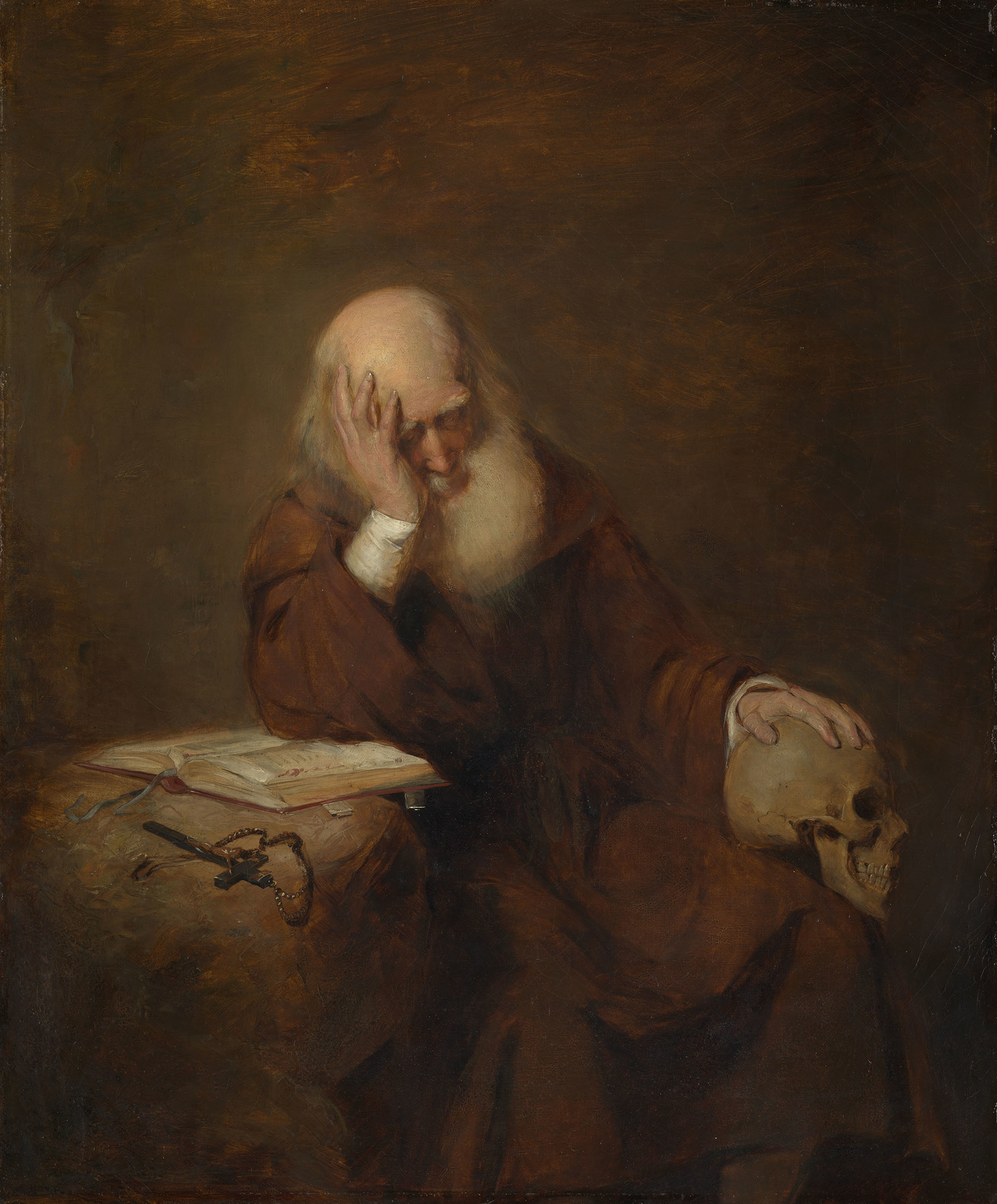
Отшельник, размышляющий о смерти
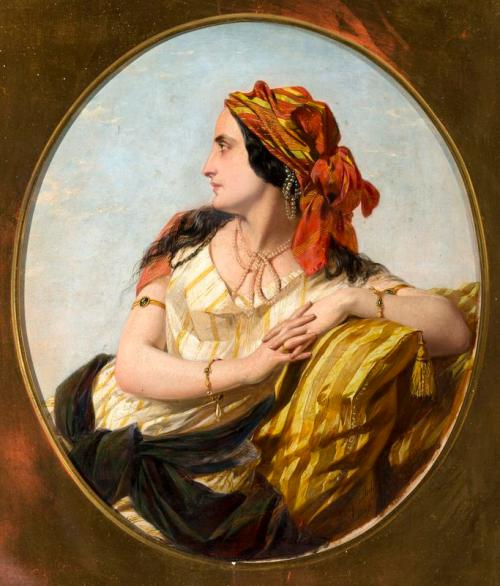
Восточная женщина